# مارکوس بین
مارکوس بین (انگلیسی: Marcus Bean؛ زادهٔ ۲ ژانویهٔ ۱۹۸۴) بازیکن فوتبال اهل بریتانیا است.
از باشگاه‌هایی که در آن بازی کرده‌است می‌توان به باشگاه فوتبال پورتسموث، باشگاه فوتبال کویینز پارک رنجرز، باشگاه فوتبال کولچستر یونایتد، باشگاه فوتبال روترهام یونایتد، باشگاه فوتبال سوانزی سیتی، باشگاه فوتبال بلکپول، باشگاه فوتبال برنتفورد، و باشگاه فوتبال وایکام واندررز اشاره کرد.
وی همچنین در تیم ملی فوتبال جامائیکا بازی کرده‌است.